# Knobbelsporig korthaarschijfje
Het knobbelsporig korthaarschijfje (Melastiza flavorubens) is een schimmel behorend tot de familie Pyronemataceae. Hij leeft saprotroof in bossen en komt voor op zand en rijke leem.

## Kenmerken
De vruchtlichamen zijn klein, doorgaans 3 tot 7 mm. De haren zijn kort 42–110(150) × 8,5–17 μm. De ascosporen meten 13,5–19 × (7)7,5–9 μm. De sporen hebben wratten die vaak door lage, smalle richels zijn verbonden.

## Verspreiding
Hij komt met name voor in Europa. Sporadisch wordt hij hier buiten waargenomen: Noord-Amerika en Azië. In Nederland kon het zeer zeldzaam voor. Hij staat op de rode lijst in de categorie 'Gevoelig'.